# Hâcourt
Cet article possède des paronymes, voir Haccourt, Hécourt et Ocourt.
Hâcourt est une commune française située dans le département de la Haute-Marne, en région Grand Est.

## Géographie
| Bourg-Sainte-Marie |                    | Brainville-sur-Meuse  |
| Huilliécourt       | Hâcourt            | Malaincourt-sur-Meuse |
|                    | Doncourt-sur-Meuse |                       |

### Hydrographie
La commune est dans le bassin versant de la Meuse au sein du bassin Rhin-Meuse. Elle est drainée par la Meuse et le ruisseau de Malaincourt,.
La Meuse longe le territoire communal sur son flanc ouest. Elle prend sa source au Châtelet-sur-Meuse, et se jette dans la mer du Nord après un cours long d'approximativement 950 kilomètres traversant la France, la Belgique et les Pays-Bas.

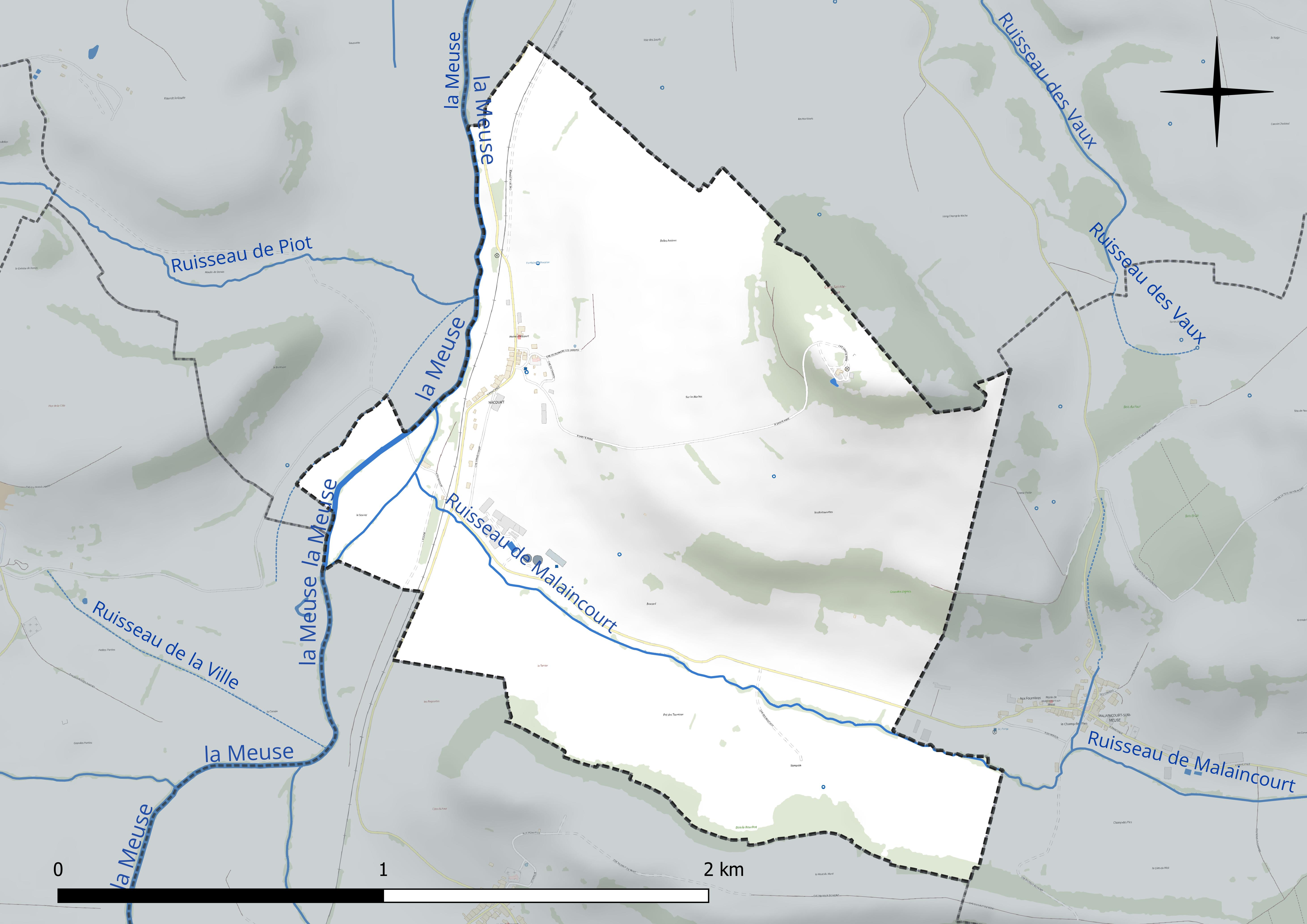
Réseau hydrographique d'Hâcourt.

### Climat
Pour des articles plus généraux, voir Climat du Grand Est et Climat de la Haute-Marne.
En 2010, le climat de la commune est de type climat de montagne, selon une étude du Centre national de la recherche scientifique s'appuyant sur une série de données couvrant la période 1971-2000. En 2020, Météo-France publie une typologie des climats de la France métropolitaine dans laquelle la commune est exposée à un climat océanique altéré et est dans la région climatique  Lorraine, plateau de Langres, Morvan, caractérisée par un hiver rude (1,5 °C), des vents modérés et des brouillards fréquents en automne et hiver. 
Pour la période 1971-2000, la température annuelle moyenne est de 9,2 °C, avec une amplitude thermique annuelle de 16,7 °C. Le cumul annuel moyen de précipitations est de 1 034 mm, avec 13,6 jours de précipitations en janvier et 9,2 jours en juillet. Pour la période 1991-2020, la température moyenne annuelle observée sur la station météorologique de Météo-France la plus proche, « St Ouen-les-parey_sapc », sur la commune de Saint-Ouen-lès-Parey à 14 km à vol d'oiseau, est de 10,0 °C et le cumul annuel moyen de précipitations est de 806,8 mm. 
La température maximale relevée sur cette station est de 39,4 °C, atteinte le 25 juillet 2019 ; la température minimale est de −22 °C, atteinte le 20 décembre 2009,,. 
Les paramètres climatiques de la commune ont été estimés pour le milieu du siècle (2041-2070) selon différents scénarios d'émission de gaz à effet de serre à partir des nouvelles projections climatiques de référence DRIAS-2020. Ils sont consultables sur un site dédié publié par Météo-France en novembre 2022.

## Urbanisme

### Typologie
Au 1er janvier 2024, Hâcourt est catégorisée commune rurale à habitat très dispersé, selon la nouvelle grille communale de densité à sept niveaux définie par l'Insee en 2022.
Elle est située hors unité urbaine et hors attraction des villes,.

### Occupation des sols
L'occupation des sols de la commune, telle qu'elle ressort de la base de données européenne d’occupation biophysique des sols Corine Land Cover (CLC), est marquée par l'importance des territoires agricoles (85 % en 2018), une proportion identique à celle de 1990 (85 %). La répartition détaillée en 2018 est la suivante : 
prairies (77,7 %), forêts (15 %), terres arables (7,3 %). L'évolution de l’occupation des sols de la commune et de ses infrastructures peut être observée sur les différentes représentations cartographiques du territoire : la carte de Cassini (XVIIIe siècle), la carte d'état-major (1820-1866) et les cartes ou photos aériennes de l'IGN pour la période actuelle (1950 à aujourd'hui).

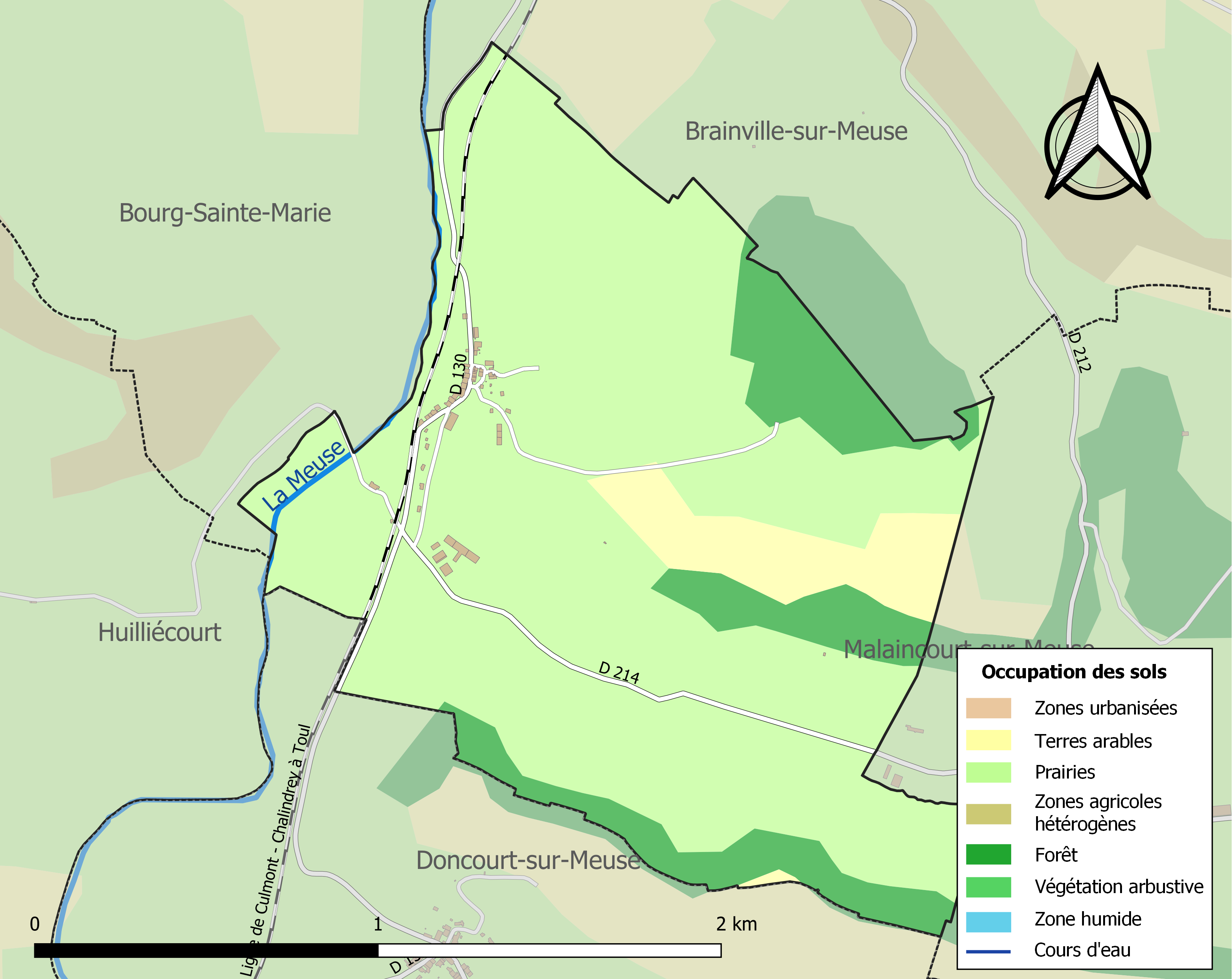
Carte des infrastructures et de l'occupation des sols de la commune en 2018 (CLC).

## Toponymie
Le nom de la localité est attesté sous les formes Heycort (1163) ; Hacort (1270) ; Hancuria (1402) ; Hacourt (1779) ; Haccourt (XVIIIe siècle).

## Histoire
Hâcourt est une ancienne seigneurie qui appartenait à la fin du XIVe siècle à la famille de Serocourt.
Alors qu'ils sont prévus dans chaque commune par la loi du 21 mars 1793, le comité de surveillance d'Hâcourt n'est nommé par le conseil municipal que le 5 octobre, après la loi du 17 septembre qui précise leur organisation. Ses pouvoirs sont renforcés par la loi du 14 frimaire an II, qui lui attribue la surveillance de l'application des lois en concurrence avec les municipalités. Il se borne toutefois comme la plupart des comités communaux à surveiller les étrangers et désarmer les suspects.

## Politique et administration

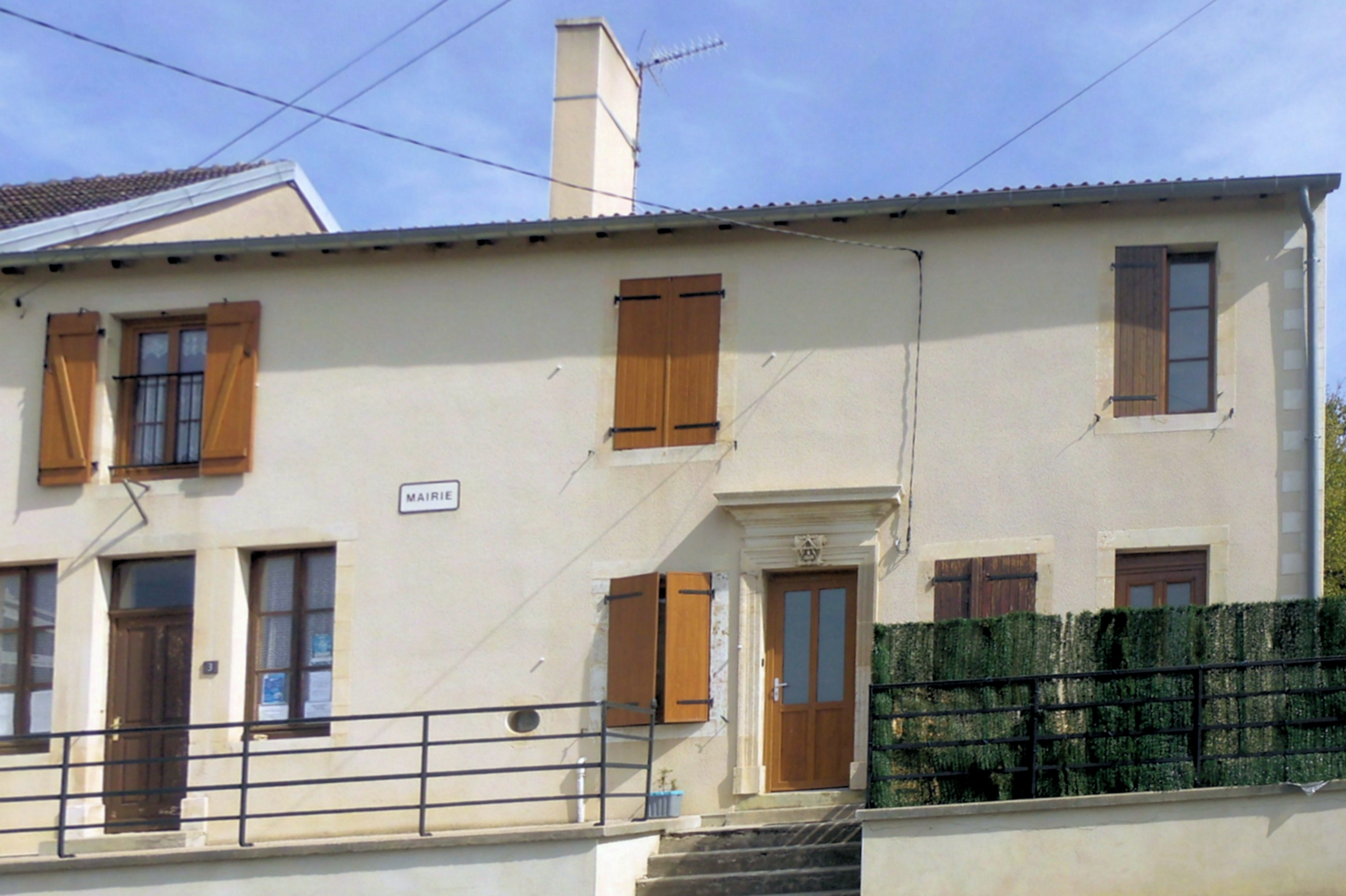
La mairie.

| Période    | Période  | Identité           | Étiquette | Qualité |
| ---------- | -------- | ------------------ | --------- | ------- |
| avant 1988 | ?        | Hubert Barthellemy | PS        |         |
|            |          |                    |           |         |
| mars 2001  | En cours | Florent Perrin     |           |         |

## Population et société

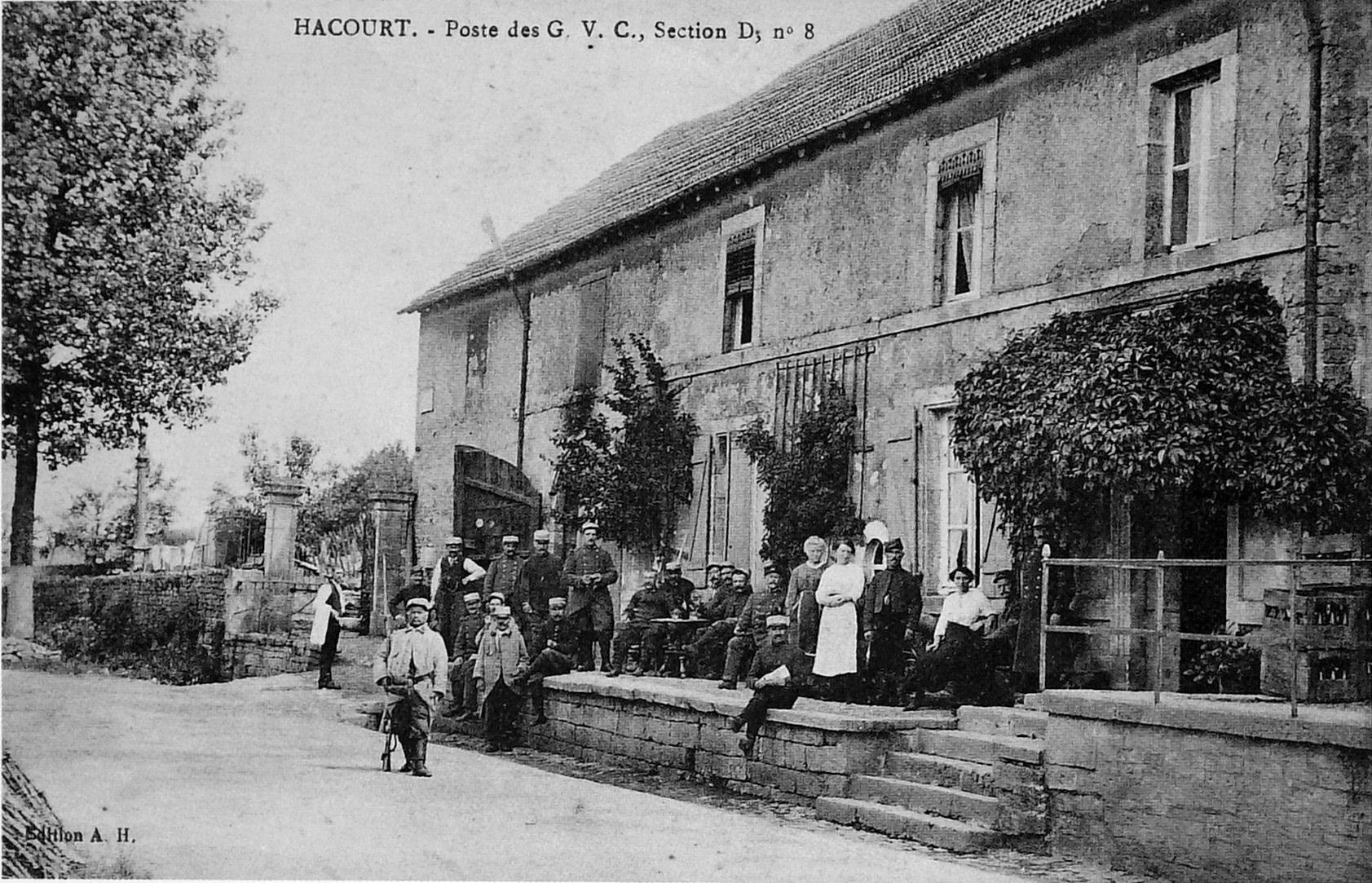
Le poste des Gardes des Voies de Communications vers 1915.

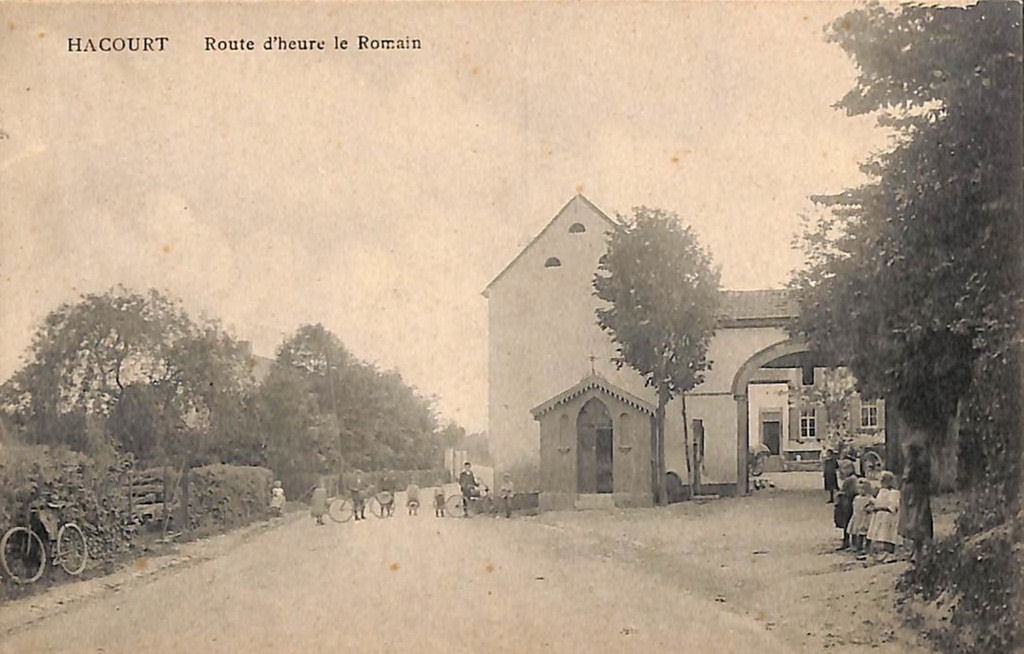
Le village vers 1910.

### Démographie

#### Évolution démographique
L'évolution du nombre d'habitants est connue à travers les recensements de la population effectués dans la commune depuis 1793. Pour les communes de moins de 10 000 habitants, une enquête de recensement portant sur toute la population est réalisée tous les cinq ans, les populations de référence des années intermédiaires étant quant à elles estimées par interpolation ou extrapolation. Pour la commune, le premier recensement exhaustif entrant dans le cadre du nouveau dispositif a été réalisé en 2006.

En 2022, la commune comptait 41 habitants, en évolution de +7,89 % par rapport à 2016 (Haute-Marne : −4,62 %, France hors Mayotte : +2,11 %).
| 1793 | 1800 | 1806 | 1821 | 1831 | 1836 | 1841 | 1846 | 1851 |
| ---- | ---- | ---- | ---- | ---- | ---- | ---- | ---- | ---- |
| 172  | 166  | 186  | 173  | 149  | 165  | 151  | 153  | 144  |

| 1856 | 1861 | 1866 | 1872 | 1876 | 1881 | 1886 | 1891 | 1896 |
| ---- | ---- | ---- | ---- | ---- | ---- | ---- | ---- | ---- |
| 129  | 121  | 116  | 117  | 109  | 106  | 116  | 108  | 100  |

| 1901 | 1906 | 1911 | 1921 | 1926 | 1931 | 1936 | 1946 | 1954 |
| ---- | ---- | ---- | ---- | ---- | ---- | ---- | ---- | ---- |
| 93   | 88   | 82   | 70   | 63   | 55   | 67   | 59   | 56   |

| 1962 | 1968 | 1975 | 1982 | 1990 | 1999 | 2006 | 2011 | 2016 |
| ---- | ---- | ---- | ---- | ---- | ---- | ---- | ---- | ---- |
| 42   | 47   | 49   | 34   | 33   | 33   | 35   | 35   | 38   |

| 2021 | 2022 | - | - | - | - | - | - | - |
| ---- | ---- | - | - | - | - | - | - | - |
| 41   | 41   | - | - | - | - | - | - | - |